# Soodevahe
Soodevahe est un village de l'Ouest estonien se situant dans la commune de Torgu dans le comté de Saare.